# 圣热尔韦苏梅蒙
圣热尔韦苏梅蒙（法語：Saint-Gervais-sous-Meymont，法語發音：[sɛ̃ ʒɛʁvɛ su memɔ̃]）是法国多姆山省的一个市镇，位于该省东部，属于昂贝尔区。

## 地理
圣热尔韦苏梅蒙（45°41'22"N, 3°36'27"E）面积10.17 平方千米，位于法国奥弗涅-罗讷-阿尔卑斯大区多姆山省，该省份为法国中南部省份，北起阿列省接壤，东临卢瓦尔省，南至上盧瓦爾省和康塔爾省，西接科雷兹省和克勒兹省。
与圣热尔韦苏梅蒙接壤的市镇（或旧市镇、城区）包括：拉沙佩勒阿尼翁、马拉、奥列格、图尔叙梅蒙。

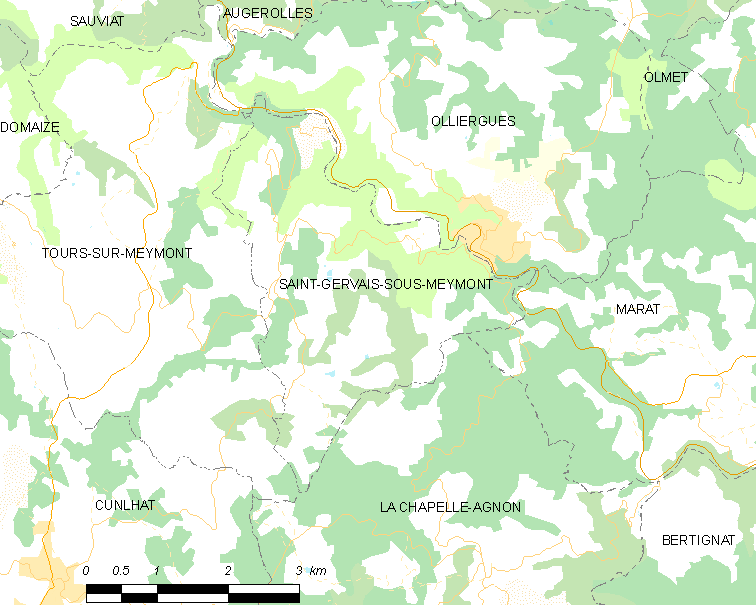
圣热尔韦苏梅蒙的OSM定位图

圣热尔韦苏梅蒙的时区为UTC+01:00、UTC+02:00（夏令时）。

## 行政
圣热尔韦苏梅蒙的邮政编码为63880，INSEE市镇编码为63355。

## 政治
圣热尔韦苏梅蒙所属的省级选区为利夫拉杜瓦山县。

## 人口

1962-2008年间圣热尔韦苏梅蒙人口变化图示

圣热尔韦苏梅蒙于2022年1月1日时的人口数量为214人。